# Suno (Italie)
Pour les articles homonymes, voir Suno.
Suno est une commune italienne de la province de Novare, dans la région Piémont.

## Administration
| Période                                  | Période | Identité | Étiquette | Qualité |
| ---------------------------------------- | ------- | -------- | --------- | ------- |
|                                          |         |          |           |         |
| Les données manquantes sont à compléter. |         |          |           |         |

### Hameaux
Baraggia, Mottoscarone, Piana, Pieve.

### Communes limitrophes
Agrate Conturbia, Bogogno, Cavaglietto, Cressa, Fontaneto d'Agogna, Mezzomerico, Vaprio d'Agogna.